# 浅野喜起
浅野 喜起（あさの よしおき、1917年（大正6年）9月18日 – 2008年（平成20年）3月20日）は、日本の経営コンサルタント。
日本興業銀行（現みずほフィナンシャルグループ）経営研究部部長として経営コンサルティング事業を立ち上げ、同部を母体に日本経営システムの設立に参画。同社社長、会長、相談役、顧問を歴任。

## 略歴
- 1917年（大正6年） 中国大連市に生まれる。
- 1941年（昭和16年） 大阪商科大学（現大阪市立大学）卒業。
- 1941年（昭和16年） 日本興業銀行に入行。
- 1962年（昭和37年） 中山素平頭取より経営コンサルティング事業の立ち上げ準備をするよう指示があり、ヨーロッパへ業界視察。
- 1962年（昭和37年） 審査部審査研修室長に就任。
- 1963年（昭和38年） 経営研究部部長に就任。経営コンサルティング事業を立ち上げる。
- 1970年（昭和45年） 経営研究部を母体に日本経営システム株式会社を設立。専務取締役に就任。
- 1973年（昭和48年） 取締役社長に就任。
- 1989年（平成元年） 取締役会長に就任。
- 1993年（平成5年） 相談役。
- 1997年（平成9年） 顧問。
- 2008年（平成20年）3月20日 死去。享年90。

## 著作
- 『企業経営を成功させるには－経営のヒント』（有斐閣、1985年）
- 『経営の小さなヒント』（日本経済新聞社、1987年）
- 『会社は生きもの』（日本経済新聞社、1990年）
- 『喜びの発見－良い会社とは』（致知出版社、1994年）
- 『会社は人、人は情け－志の時代』（致知出版社、1997年）
- 『わけ合えば余る－人を育てる「幸せの」の経営』（致知出版社、2001年）

## 共著・監修
- 『ダスキン祈りの経営－鈴木清一のことば』（鈴木清一著、浅野喜起監修）（致知出版社、1997年）
- 『会社が光る－「掃除」の実学やさしさと辛抱強さこそ』（鍵山秀三郎、浅野喜起共著）（致知出版社、1998年）

## 講演録
- 『好不況に関わらず』
- 『降りてゆくという生き方』